# Wremen

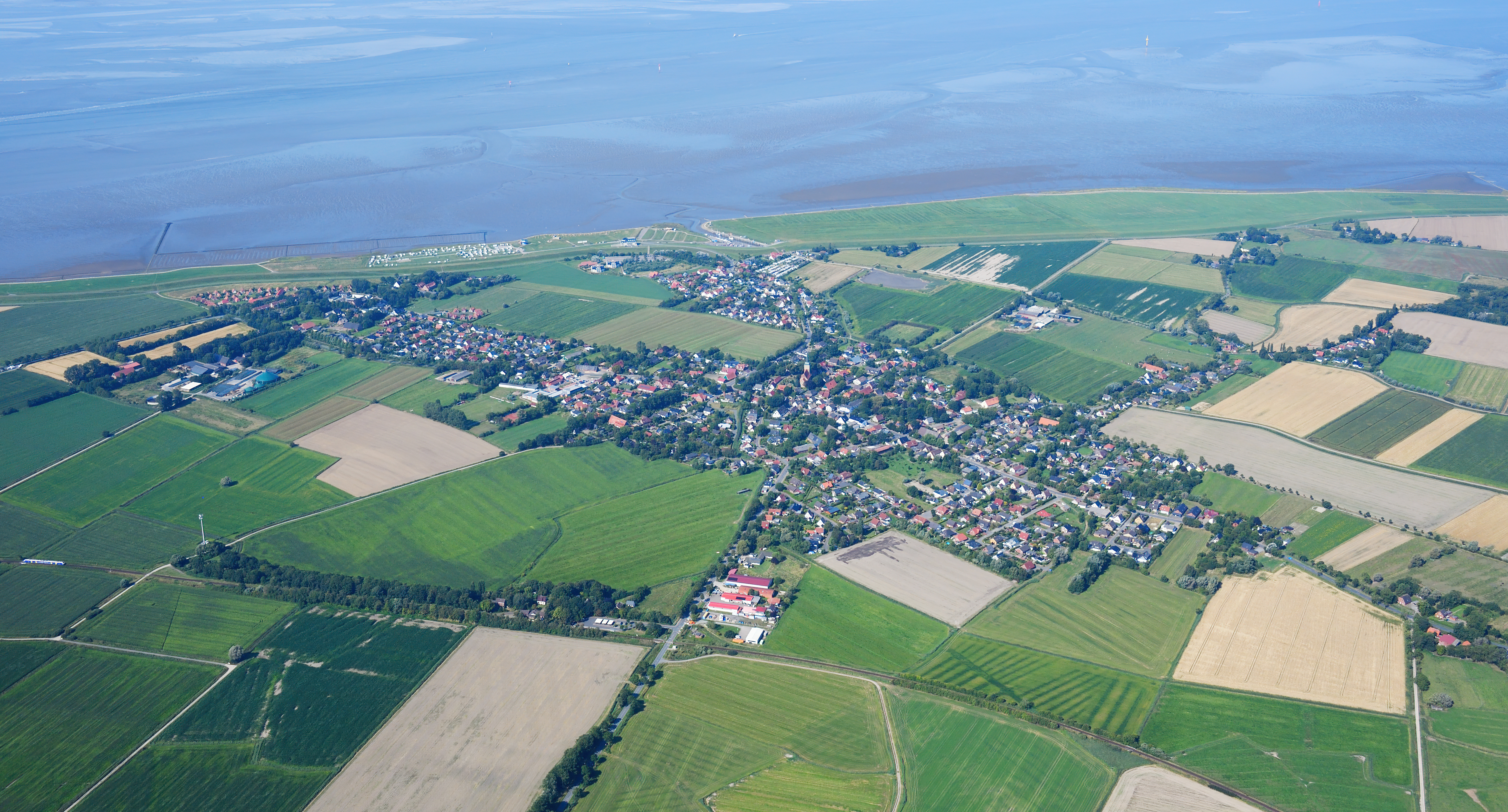
Gesamtansicht von Wremen

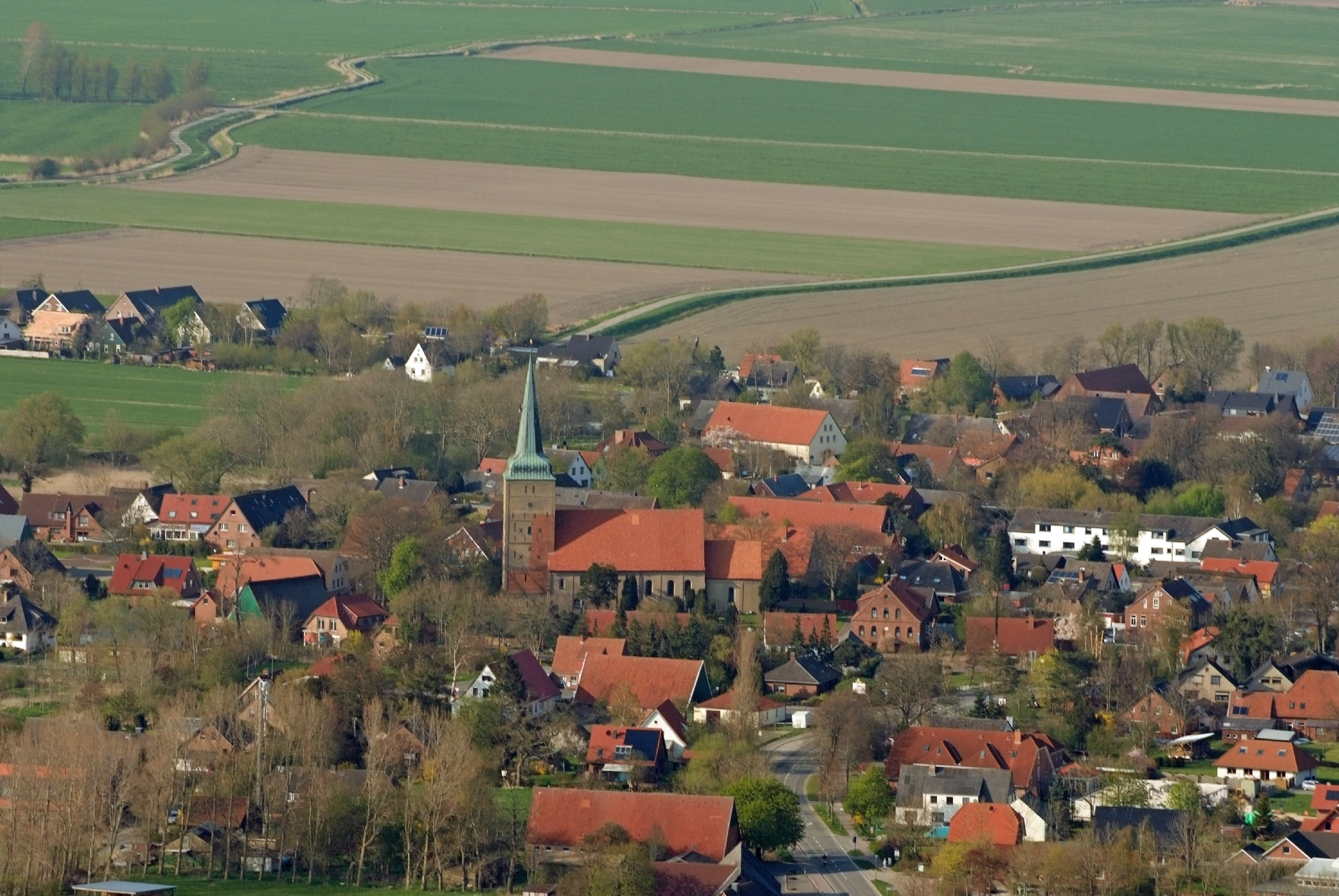
Luftbild der Ortsmitte

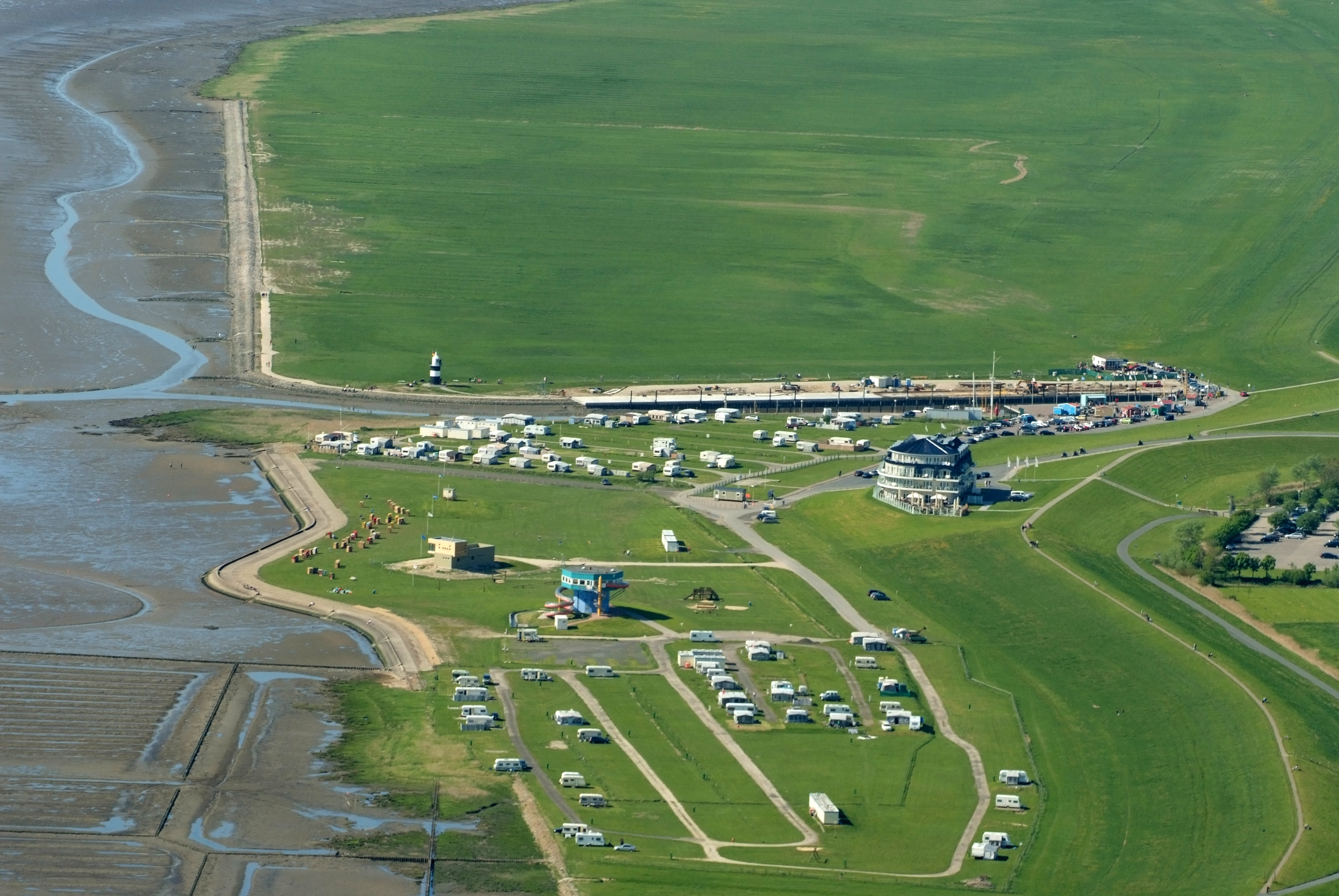
Luftbild vom Nordseestrand und Deich von Wremen mit Kutterhafen, Leuchtturm Kleiner Preuße, Hotel Deichgraf und Campingplatz (Mai 2012)

Wremen (niederdeutsch Wreem) ist ein Nordseebad an der Wesermündung und eine Ortschaft der Gemeinde Wurster Nordseeküste im Land Wursten im niedersächsischen Landkreis Cuxhaven.

## Geografie

### Ortsgliederung
- Hofe
- Rintzeln
- Schottwarden
- Wremen (Hauptort)

### Nachbarorte
|  | Misselwarden00Mulsum                        |                           |
|  | Kompassrose, die auf Nachbargemeinden zeigt | Sievern (Stadt Geestland) |
|  | Imsum (Stadt Geestland)                     | Langen (Stadt Geestland)  |

(Quelle:)

## Geschichte

### Frühgeschichte und Mittelalter
Zwischen Wremen und Mulsum existierte in frühgeschichtlicher Zeit die Feddersen Wierde, ein Wurtendorf in der Seemarsch. Die ursprünglich auf einer Insel gelegene sächsische Siedlung war vom 1. Jahrhundert v. Chr. bis ins 5. Jahrhundert bewohnt. Die Wurten der einzelnen Höfe wuchsen im Laufe der Zeit zu einer vier Hektar großen und vier Meter hohen Dorfwurt zusammen. Diese wurde von 1954 bis 1963 in einer großangelegten archäologischen Grabung durch das „Niedersächsische Landesinstitut für Marschen- und Wurtenforschung“ in Wilhelmshaven (das heutige Niedersächsische Institut für historische Küstenforschung) komplett freigelegt.
In Wremen urkundeten schon im 14. Jahrhundert die Ratgeber und Richter des Landes Wursten. Von 1304 datiert die erste Urkunde, von 1312 die Bezeichnung als Kirchdorf.
Das Wremer Tief, ein alter, kleiner Hafen für Last- und Fischereischiffe, ist eine ehemalige Ausgangsstelle eines reichen Schiffsverkehrs weseraufwärts.
Wremen besitzt die älteste Kirche des Landes Wursten, eine Wehrkirche aus der Zeit um 1200. Auf ihrem Kirchhof erlitten 1557 die Bauern in ihrem aussichtslosen Freiheitskampf gegen den Bremer Erzbischof Christoph von Braunschweig-Lüneburg ihre endgültige Niederlage, nachdem sie schon 1517 in der Schlacht am Wremer Tief, an der auch Tjede Peckes teilnahm, geschlagen worden waren.

### Haubitzenbatterie
Als Ergänzung für die Forts in Bremerhaven errichtete ab Oktober 1905 die Kaiserliche Marine eine Haubitzenbatterie nördlich von Wremen mit vier 28 cm-Geschützen zum Schutz der Wesermündung. Die Batterie, die mit weitreichenden Steilfeuerwaffen das Eindringen feindlicher Schiffe verhindern sollte, wurde im Oktober 1906 vollendet und mit Soldaten der III. Matrosen-Artillerie-Abteilung aus Lehe belegt. Am 15. Juni 1907 fand die offizielle Feierlichkeit zum Einzug der Soldaten im Ort Wremen statt.
Feindliche Schiffe wurden von dort aus aber niemals beschossen. Die Haubitzenbatterie blieb bis zur Sprengung im Jahre 1946 von Beschädigungen unversehrt. Die Kaserne, die bis heute recht gut erhalten ist, diente in der Nachkriegszeit als Flüchtlingsunterkunft und in der Gegenwart als privat genutzter Wohnraum.

Einzug, Kaserne und ehem. Haubitzenbatterie in Wremen (III. Matrosen-Artillerie-Abteilung, 3. Kompanie)
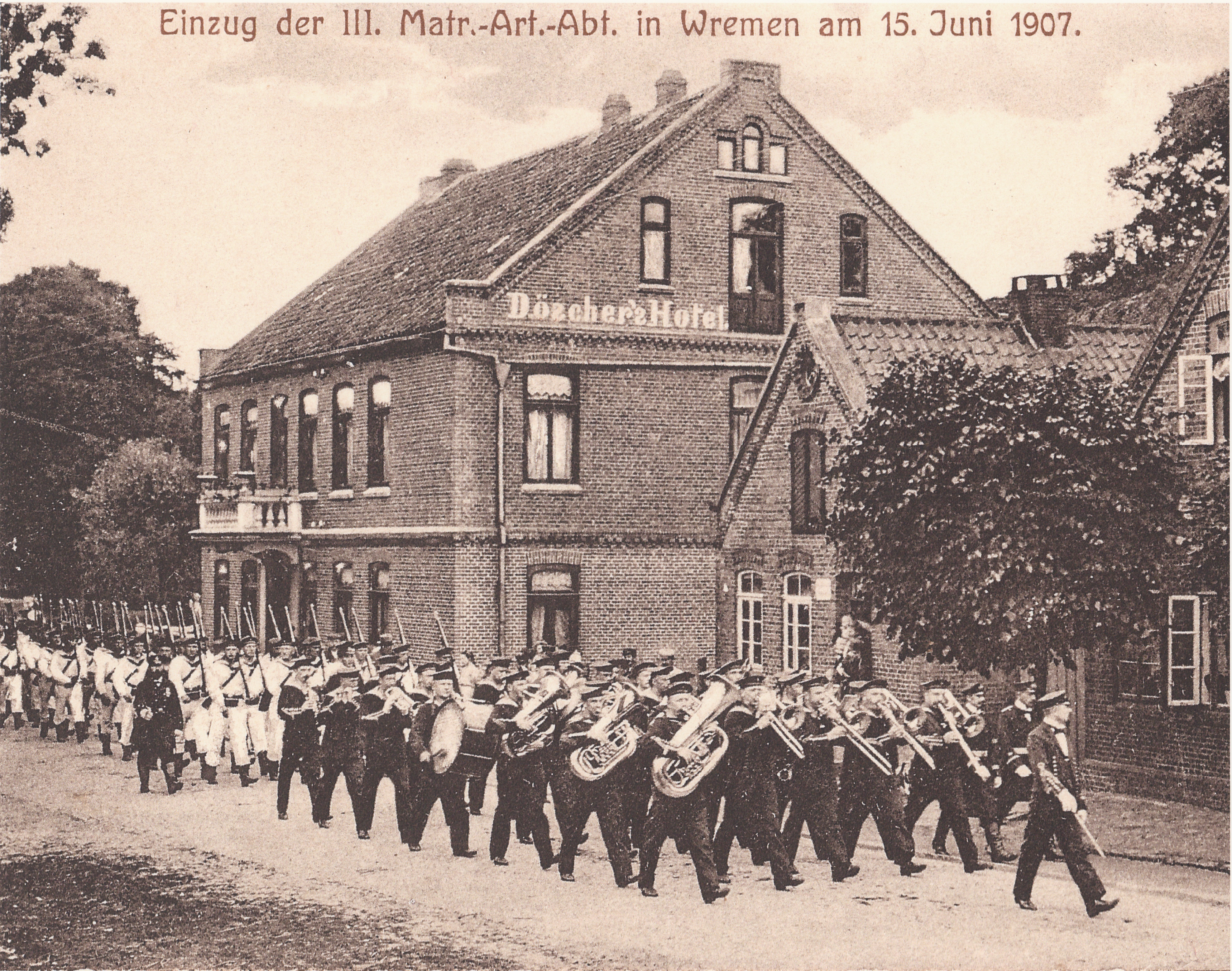
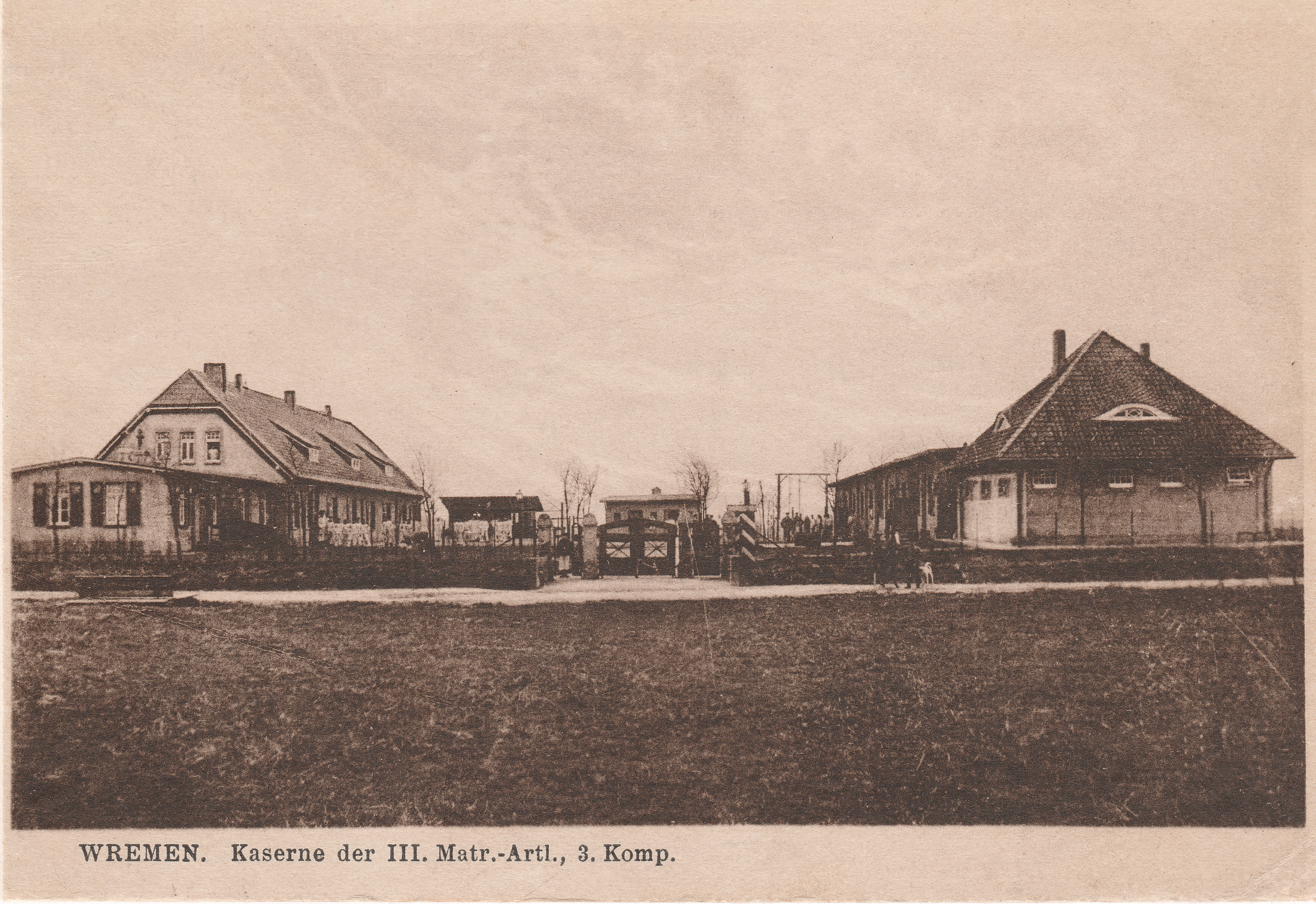
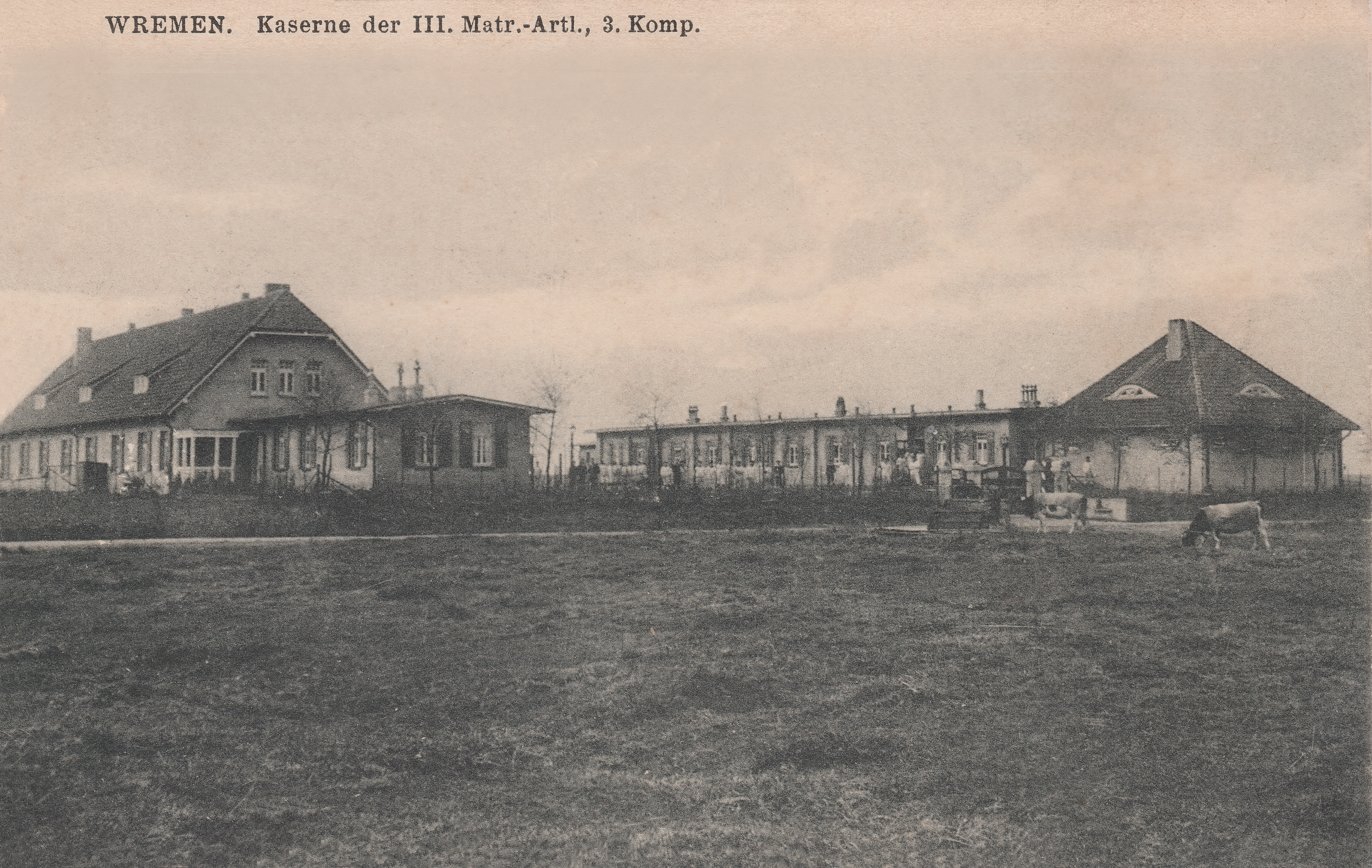
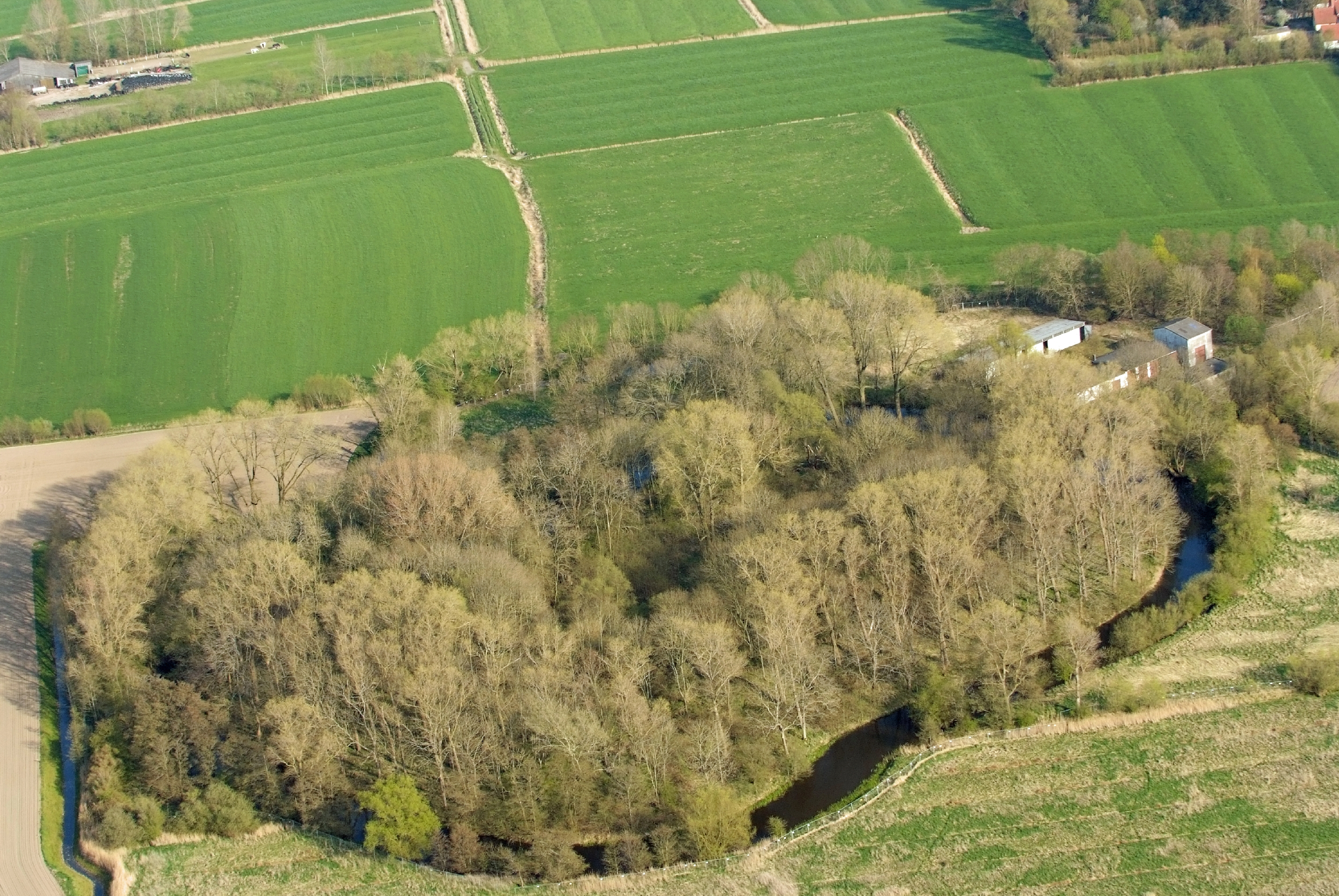

### NS-Zeit
Die NSDAP trat in Wremen zum ersten Mal 1925 im „Deutschen Haus“ auf. Bei den Wahlen zum Provinziallandtag am 17. November 1929 war die NSDAP (124 Stimmen) bereits die zweitstärkste Partei neben der SPD (154 Stimmen). Bei der Reichstagswahl 1930 entfielen in Wremen auf die NSDAP 218 und auf die SPD 196 Stimmen. Die Reichstagswahl Juli 1932 konsolidierte den Siegeszug der NSDAP mit 314 Stimmen (gegenüber 232 für die SPD). Eine erste NSDAP-Ortsgruppe bildete sich im März 1931. Wremen war auch der erste Ort im Lande Wursten, in dem ein SA Sturm aufgestellt wurde. Die Ausbildung der Wremer SA erfolgte durch Gendarmerie-Hauptwachtmeister Riechers. Die Reichstagswahl März 1933 ergab 362 Stimmen für die NSDAP, 197 für die SPD. Bei der Machtergreifung 1933 bekannten sich viele Landwirte, angesichts der verschlechterten wirtschaftlichen Lage seit dem Bankenkrach von 1931, dem zunehmenden Steuerdruck, fallenden Bodenpreisen, Landpachten und Arbeitslosigkeit, offen zu Hitler’s Nationalsozialisten.
In den frühen 1930er Jahren war die allgemeine Stimmung im Dorf Wremen für Hitlers Politik. Viele Einwohner beeindruckte, dass Hitler innerhalb von nicht einmal drei Jahren die damals hohe Arbeitslosenzahl in Deutschland (ca. sechs Millionen) beseitigte. Viele Arbeitslose im Dorf hatten plötzlich Arbeit, und das war für die meisten das Wichtigste. Viele ahnten nicht, oder es war ihnen egal, dass in Wirklichkeit die Wiederaufrüstung im Vordergrund stand. Nach und nach wandelte sich in dieser Hinsicht die Stimmung. Es gab kritische, aber sehr vorsichtige Stimmen gegen Hitler. „Das, was er jetzt macht, bedeutet Krieg“. Das NS-Regime spannte auch hier die Jugend für seine Ziele ein. Gerd Hey, Hans Kimme, Gunter Hörmann, Heinz Friederichs und Hans-Otto Sasse zählten in Wremen zu den ersten Führern im Deutschen Jungvolk (DJ), d. h. Jungen im Alter von 10 bis 14 Jahren. Man nannte die Mitglieder „Pimpfe“. Das Jugendheim befand sich in der Langen Straße gegenüber der Kirche. Der Leitspruch Propagandaminister Joseph Goebbels: „Deutschtum ist Hochkultur der Menschheit“ hing, schwarz-weiß-rot eingerahmt, im Wremer Jugendheim. Die „DJler“ in Wremen bestanden organisatorisch aus drei Jungenschaften, je Jungenschaft 12 bis 15 „Jungs“, die den „Jungzug Wremen“ bildeten. Die Hitlerjugend (HJ) (14 bis 18) war dagegen kaum nennenswert in Wremen vertreten. Nach Aussagen von Heinz Friedrichs, einem Mitglied dieser Organisation, trat er mit mehreren Wremern der „Schar Imsum“ im benachbarten Imsum bei. Scharführer war Rudi Schuchhart. Die HJ umfasste damals mit den Wremern um 15 bis 20 Jugendliche.
Der Dorf-Pastor Johann Möller (* 8. April 1896, Himmelpforten im Landkreis Stade; gest. 28. Februar 1967) war in den 1930er/40er Jahren ein bekennender Gegner des Nationalsozialismus. Er nahm als Soldat am Ersten Weltkrieg teil, wurde verwundet und lag dann eine Zeit lang in einem Lazarett in Lille, in Nordfrankreich. Pastor Möller übernahm 1924 als junger Mann das Pfarramt in Wremen, wo er bis 1952 tätig war. Während der Zeit veranlasste er 1930 den Wiederaufbau des Kirchturms, der 1914 während des Ersten Weltkrieges von 50 Meter auf 19 Meter abgetragen worden war, um der feindlichen englischen Marine keinen Landmarkierungspunkt zu bieten. Er sorgte auch für den Bau des Konfirmandensaals innerhalb des Pfarrhauses und gründete 1936 den Wremer Posaunenchor. Durch sein Entgegenkommen wurde das Kirchenland im Süden des Ortes der Gemeinde überlassen, so dass dort ein Sportplatz angelegt werden konnte. Viele Dorfbewohner hielten zu ihm und warnten ihn sogar, wenn sich regionale „Nazigrößen“ zum Gottesdienst ansagten, um ihn zu kontrollieren. Möller war bereits negativ aufgefallen, indem er z. B. an Festtagen der NSDAP die Kirchenfahne (lila Kreuz auf weißem Grund) hisste, statt der Hakenkreuzflagge.
Die Festungsanlagen der Haubitzenbatterie von Wremen, zusammen mit denen des damaligen Weserforts Brinkamahof I und II vor Bremerhaven und von Langlütjen bildeten ein Festungsviereck an der Außenweser vor Wremen und Weddewarden. In der Festungsanlage von Langlütjen II befand sich vom 9. September 1933 bis zum 25. Januar 1934 ein „Schutzhaftlager“ der SA. Es wurde auf Veranlassung der Bremer Gestapo eingerichtet, um politische Gefangene aus dem bremischen KZ Mißler aufzunehmen. Neben dem SA-Wachpersonal sollen bis zu 100 Gefangene untergebracht worden sein, denen der tiefe Wallgraben als Gefängnishof diente. Die Schreie von gefolterten Gefangenen seien meilenweit zu hören gewesen. Bei Annäherung an die Insel wurden unangemeldete Besucher ohne Vorwarnung beschossen. In der Bevölkerung wurde die Insel bald auch „Teufelsinsel“ oder „KZ unter dem Meer“ genannt. Aus Kostengründen und wegen der umständlichen Versorgung wurde die Gefangenenunterbringung nach fünf Monaten wieder eingestellt.
In einem ab 1930 geführten Arbeitsdienstlager auf dem Gut Ellernwurth bei Wremen erkrankten 1933 60 Arbeitsdienstfreiwillige an einer schweren Grippeepidemie, das war nahezu die Hälfte aller Lagerinsassen. Auch Männer des Stahlhelm, Bund der Frontsoldaten exerzierten dort in den 1930er Jahren. Ab 1935 wurde der Arbeitsdienst 2/171 Wremen, angeführt von Lagerführer Dohmke, für junge Männer verpflichtend, von Beginn des Zweiten Weltkrieges an auch für die weibliche Jugend. 1938/39 lagerte die Reichsregierung Getreide in eine der Scheunen ein. Im Januar 1945 wurde dort nach der Ausbombung in Bremerhaven die Nordwestdeutsche Zeitung gedruckt.
Auch in Wremen und im Land Wursten waren Juden ansässig. Sie waren überwiegend Handelsjuden und kamen auch aus der umliegenden Region und waren z. B. auf dem Wremer Johannismarkt am Außendeich viel zahlreicher vertreten als Italiener, Holländer usw. Über deren Verfolgungsschicksal ist bisher nichts bekannt.
Während des Krieges wurden auch Kriegsgefangene in Wremen eingesetzt. Manche versuchten zu flüchten, und ältere bewaffnete Wremer mussten sie, als „Landwacht“ eingesetzt, wieder festnehmen. Kurz vor Kriegsende wurde die Wremer Schule bis zum 15. März den Kriegsgefangenen (Russen, Italiener usw.) überlassen, die zu Schanzarbeiten auf dem Wremer Deich bei Rinzeln herangezogen wurden. Die bei den Landwirten in Stellung befindlichen Zwangsarbeiter aus Polen wurden im März 1945 nach Norden abtransportiert, weg von dem schon bei Lintig und an der Lesum stehenden Feind. Im März 1945 rollten Wagen auf Wagen, mit abgetriebenen Pferden und verhärmten Flüchtlingen aus dem Osten durch das Dorf. Am 23. März wurden ca. 300 Arbeiter und deren Angehörige, überwiegend von der Schichau-Werft Danzig, zusätzlich zu den bereits in Wremen untergekommenen Ausgebombten aus Wesermünde (Bremerhaven), untergebracht. Am Sonnabend vor Ostern 31.3. teilte man diesen Flüchtlingen dann Gartenland zu, im Ellegramm und auf Heinrich Bischoffs Land an der Bahnhofstraße. Nach dem letzten Fliegerangriff auf den Imsumer Bahnhof, am 5. Mai, wurde einen Tag später, während von weither Sprengungen dröhnten, und mehrere U-Boote vor dem Wremer Watt gesprengt und versenkt wurden, die Panzersperren abgebaut und die Waffenruhe verkündet.
1923 gab es in Land Wursten noch die alten neun Siele im großen Seedeich, die über die "Wasserlösen" für die Entwässerung des Marschlandes sorgten:
Weddewarden, Wremen, Misselwarden, Padingbüttel, Dorum, Cappel (Wurster Nordseeküste), Altes und Neues Spiekaer Siel und das Siel am Oxstedter Bach. Die Außentiefs vor diesen Sielen waren gleichzeitig Häfen, in denen besonders im 19. Jahrhundert Massengüter gehandelt wurden. In Wremen wurde trotzdem nach jahrelangen Auseinandersetzungen das alte Siel von 1866 erneuert. Es entwässert nur noch einen Teil der Marsch und hielt mit Hilfe des Spülwassers den Hafen für die Schifffahrt und die Fischerei schlickfrei. Der Badebetrieb verlagerte sich in Wremen vor dem 2. Weltkrieg immer mehr vom Wremer-Tief an den Hofener Außendeich.

### Eingemeindungen
Im Zuge der Gebietsreform in Niedersachsen, die am 1. März 1974 stattfand, schlossen sich die Ortschaften Wremen, Mulsum, Midlum, Padingbüttel, Dorum, Misselwarden und Cappel zur Samtgemeinde Land Wursten zusammen.
Zum 1. Januar 2015 bildeten die Samtgemeinde Land Wursten und die Gemeinde Nordholz die neue Gemeinde Wurster Nordseeküste im Landkreis Cuxhaven.

### Einwohnerentwicklung
| Jahr | Einwohner | Quelle |
| ---- | --------- | ------ |
| 1910 | 1147      | [ 18 ] |
| 1925 | 1210      | [ 19 ] |
| 1933 | 1202      | [ 19 ] |
| 1939 | 1157      | [ 19 ] |
| 1950 | 2028      | [ 20 ] |
| 1956 | 1600      | [ 20 ] |
| 1973 | 1442      | [ 21 ] |
| 1975 | 1468      | [ 22 ] |
| 1980 | 1497      | [ 23 ] |

| Jahr | Einwohner | Quelle |
| ---- | --------- | ------ |
| 1985 | 1555      | [ 23 ] |
| 1990 | 1534      | [ 23 ] |
| 1995 | 1597      | [ 23 ] |
| 2000 | 1838      | [ 23 ] |
| 2005 | 1989      | [ 23 ] |
| 2010 | 1965      | [ 23 ] |
| 2014 | 1921      | [ 23 ] |
| 2017 | 1944      | [ 1 ]  |
| 0    | 0         | 0      |

|  |

## Politik

### Ortsrat
Der Ortsrat von Wremen setzt sich aus fünf Ratsmitgliedern zusammen. Die Ratsmitglieder werden durch eine Kommunalwahl für jeweils fünf Jahre gewählt. Die aktuelle Amtszeit begann am 1. November 2021 und endet am 31. Oktober 2026.
Aus den Ergebnissen der vergangenen Ortsratswahlen ergaben sich folgende Sitzverteilungen:
| Wahljahr | CDU                                                          | WL | SPD | Grüne | Gesamt  |
| -------- | ------------------------------------------------------------ | -- | --- | ----- | ------- |
| 2021     | 2                                                            | 1  | 1   | 1     | 5 Sitze |
| 2016     | 2                                                            | 2  | 1   | –     | 5 Sitze |
|          | __________________________ WL: Wählerinitiative Wremer Liste |    |     |       |         |

### Ortsbürgermeister
Der Ortsbürgermeister von Wremen ist Hanke Pakusch (CDU). Sein Stellvertreter ist Marius Richter (Bündnis 90/Die Grünen).

### Wappen
Der Entwurf des Kommunalwappens von Wremen stammt von dem Heraldiker und Wappenmaler Albert de Badrihaye, der zahlreiche Wappen im Landkreis Cuxhaven erschaffen hat.
| Wappen von Wremen | Blasonierung: „Gespalten, vorn in Silber ein halber schwarzer, rot bewehrter Adler am Spalt, hinten durch einen silbernen Wellenbalken geteilt von Blau über Grün, oben in Blau ein silberner Anker.“                                                 |
| Wappen von Wremen | Wappenbegründung: Der halbe Adler, der sich in vielen friesischen Wappen findet, weist auf die Zugehörigkeit Wremens zum Lande Wursten hin. Der Wellenbalken deutet auf die Weser, der Anker auf die Schifffahrt und die grüne Fläche auf die Marsch. |

## Kultur und Sehenswürdigkeiten

### Bauwerke
- Willehadi-Kirche – eine Wehrkirche aus der Zeit um 1200, die mächtigste und älteste Kirche im Land Wursten
- Leuchtturm Kleiner Preuße am Kutterhafen
- Das Nordseebad Wremen besitzt einen malerischen kleinen Sielhafen. Von hier laufen die Krabbenkutter zum Fang aus, die die Meeresfrüchte dieser Region frisch auf den Tisch bringen: Nordseekrabben (auch Garnelen oder Granat genannt)
- Pfarrhaus Wremen von 1774
- Hofanlage Wremer Straße 29 von um 1850 in Hülsing
- Wohn- und Wirtschaftsgebäude Wremer Specken 7 von 1815

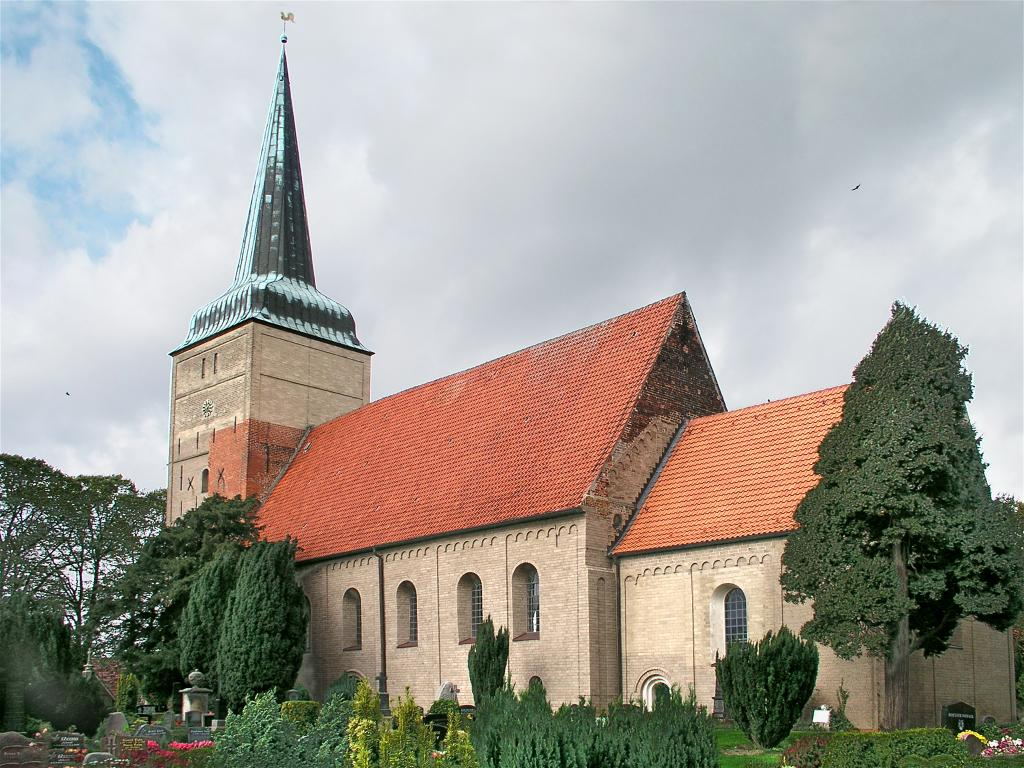
Die Willehadi-Kirche
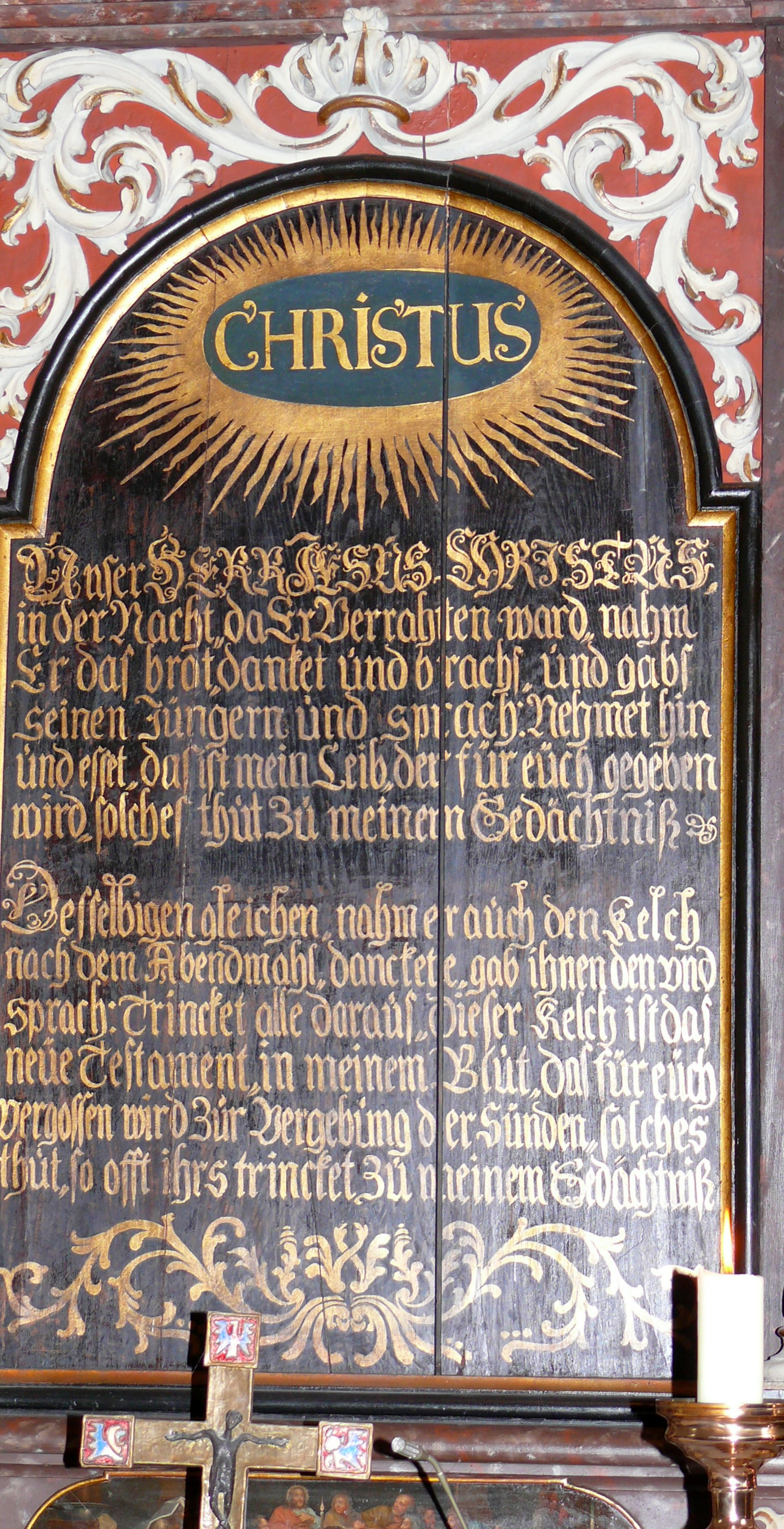
Schriftaltar in der Wremer Kirche

### Museen
- Museum für Wattenfischerei
- Kurioses Muschelmuseum Wremen

### Vereine und Verbände
| - DRK-Ortsverein Wremen - Fischerverein Wremen - Förderverein der Tjede-Peckes-Grundschule - Gewerbeverein Wremen - Jagdgenossenschaft Wremen - Kurioses Muschel-Museum Wremen | - Reichsbund Wremen - Schützenverein Wremen - Shanty-Chor Wremen - Tennis-Club Wremen 79. - Turn- und Sportverein Wremen 09 - Wremer Sportschipper |

### Regelmäßige Veranstaltungen
- Wremer Grille, eine im Sommer wöchentlich stattfindende Veranstaltung mit Essen und Trinken bei Live-Musik

### Musik
- Aquacity, eine Band mit langer Tradition. Mit nachgesungenem Liedgut unterhält diese Musikergruppe in den Ländern Bremen und Niedersachsen.

### Kulinarische Spezialitäten
- Krabbengerichte in jeder Kombination: mit Bratkartoffeln, mit Rührei, mit Schwarzbrot
- Röhrkohl, der im Frühsommer auf den Salzwiesen geerntet wird, kann auf verschiedene Art zubereitet werden
- Speck und Klüten
- Labskaus
- Kohl und Pinkel, ein Gericht, das nach Wanderungen (so genannten Kohlfahrten) im Winter von größeren Gruppen von Menschen gemeinsam verspeist wird und zusätzlich durch einiges an alkoholischen Getränken ergänzt wird

### Wremen im Film
- Im Frühjahr 2015 wurde der Film „Vorstadtrocker“ (Regie: Martina Plura) in Wremen gedreht.[28]

## Wirtschaft und Infrastruktur

### Wirtschaft
Für den Tourismus stehen ungefähr 600 Betten unterschiedlicher Qualität zur Verfügung. Rund 100.000 Übernachtungen sind jährlich zu verzeichnen. Es gibt mehrere Gaststätten und eine Kneipe im Ort.
Es gibt einige Landwirte, die vor allem Milchwirtschaft betreiben. Vom Wremer Hafen aus fahren mehrere Krabbenkutter regelmäßig in die vorgelagerten Wattgebiete zum Krabbenfang. Viele Bürger nutzen die hohe Lebensqualität von Wremen als Wohn- und Lebensort und arbeiten im nahen Bremerhaven.
Seit 2001 ansässig ist die Cuxland Ferienparks GmbH, die Ferienhäuser und Ferienwohnungen zum Kauf und die Vermietung anbietet.

### Öffentliche Einrichtungen
- Physio-Akademie Wremen

### Verkehr

#### Straßenverkehr
Die Bundesautobahn A 27 ist über die Landesstraße L 120 in etwa 10 km gut erreichbar.
Die L 129 führt von Bremerhaven nach Dorum.

#### Eisenbahnverkehr
Wremen liegt etwa 15 km nördlich von Bremerhaven an der Bahnstrecke Bremerhaven–Cuxhaven mit regelmäßig angefahrenem Haltepunkt.

#### Busverkehr
Ab 1956 bestand eine, dem Ausflugsverkehr dienende, Linienbusverbindung der Verkehrsgesellschaft Bremerhaven AG (VGB) von Bremerhaven zum Wremertief, die 1987 nach der Sommersaison endete. Bei Eröffnung hatte die Strecke die Buchstabenbezeichnung „M“, am Schluss Linie 9. Der Ort wird täglich über ein Anrufsammeltaxi (AST) an den Wremer Bahnhof angebunden. Es fuhren auch die VGB-Linien 16 und 11 nach Wremen.

## Persönlichkeiten

### Söhne und Töchter des Ortes
- Heinrich Erhard Heeren (1728–1811), evangelischer Geistlicher, Pastor, Lehrer, Prediger am Dom zu Bremen sowie Autor und Kirchenlieddichter
- Johann Georg Repsold (1770–1830), Feinmechaniker und Gründer der berühmten Werkstatt für astronomische Instrumente
- Nikolaus August Siebs (1849–1910), Kaufmann, er stieg mit seiner Firma Siemssen & Co. mit Sitz in Hamburg und Hongkong zu einem der bedeutendsten Handelsunternehmen in Ostasien auf[32]
- August Schlichting (1882–1965), Arbeitsmann in der Landwirtschaft und Buttfänger[33]
- August Fouckhardt (1884–1970), Architekt, Zimmermann, Gastwirt[34]
- Rolf Dircksen (1907–1983), Biologe, Hochschullehrer und Buchautor
- Andreas Kopton (* 1956), seit 2009 IHK-Präsident, Chef der Industrie- und Handelskammer Schwaben[35]

### Personen, die mit dem Ort in Verbindung stehen
- Tjede Peckes (um 1500–1517), wurtfriesische Fahnenjungfer (auch als Jeanne d’Arc des Nordens bezeichnet), ist im Wremer Tief verstorben
- Hermann Heeren (1688–1745), evangelischer Geistlicher und Domprediger am Dom zu Bremen, Pastor in Wremen (1725–1741)
- Theodor Ludwig Karl Krieghoff (1879–1946), Musiker und Komponist, zur Errichtungsfeier der örtlichen Haubitzenbatterie führte er am 15. Juni 1907 die III. Matrosen-Artillerie-Abteilung durch Wremen
- Wilhelm Sinnwell (1898 oder 1899–nach 1926), Turner und Turnlehrer, er trainierte beim Turn- und Sportverein Wremen 09
- Lale Andersen (1905–1972), Sängerin und Schauspielerin, nach ihrem Lied Lili Marleen wurde in Wremen eine Straße benannt
- Jens Kommnick (* 1966), Musiker, Komponist und Arrangeur, lebt in Wremen

## Sagen und Legenden
| - Aus Lebstedts letzten Tagen - Das Wremer Osterläuten - Der fluchende Bauer - Der vermessene Dudding - Der Wremer Kirchenbau - Die Männchen in der Wremer Kirche | - Einer Mutter Liebe - Küsters Kuh - Rintzels und Remintzels Untergang - Vom Adlerwappen der Wurster - Vom Klufstock im Schmarrener Berg - Vom Schimmel auf Langlütjensand |